# Parastrangalis ascita
Parastrangalis ascita är en skalbaggsart som beskrevs av Holzschuh 1999. Parastrangalis ascita ingår i släktet Parastrangalis och familjen långhorningar.
Artens utbredningsområde är Laos. Inga underarter finns listade i Catalogue of Life.